# Royal Train

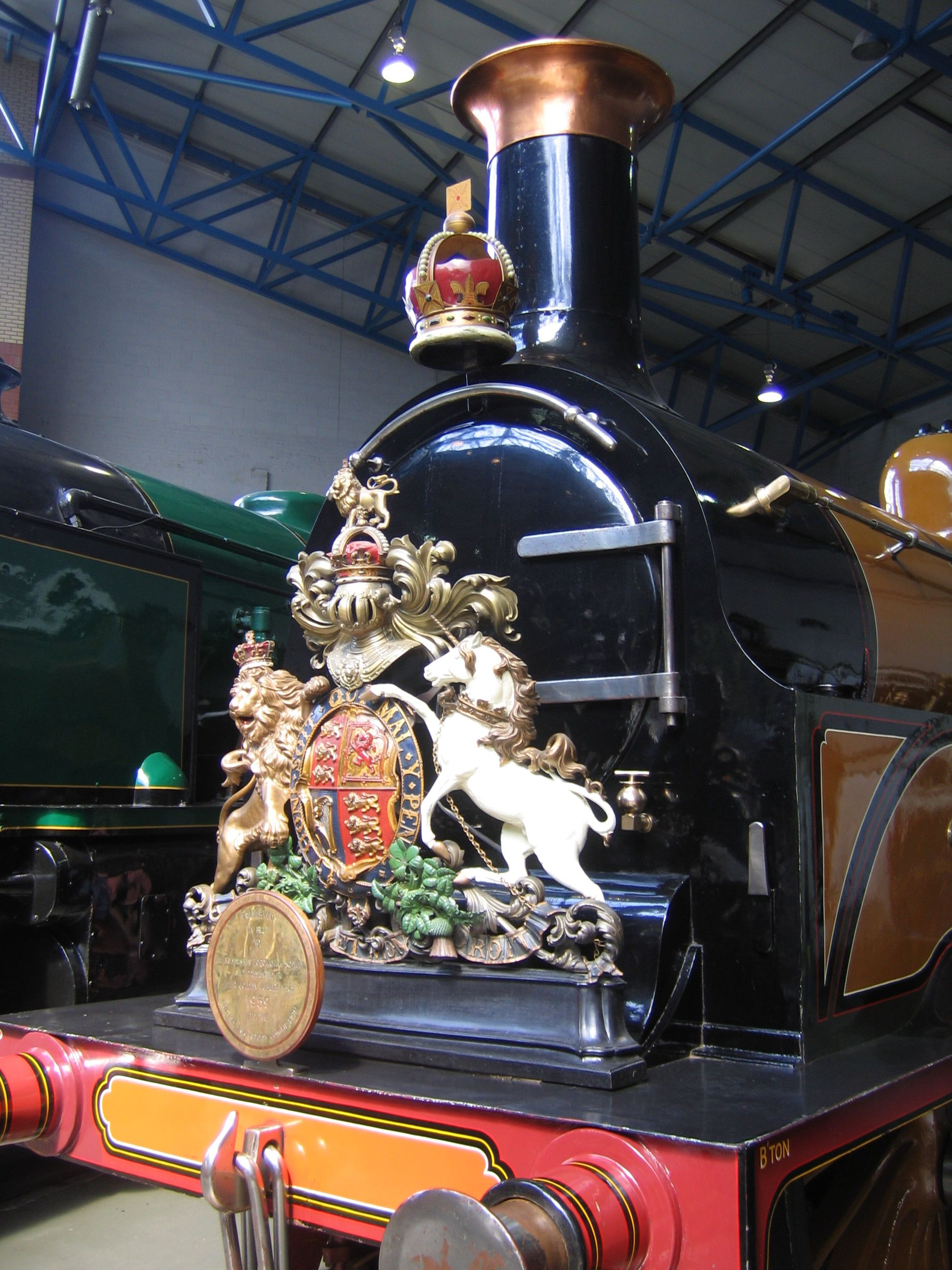
Dekoration der Lokomotive für einen Hofzug – National Railway Museum in York

The Royal Train (Der königliche Zug) ist der Hofzug, der dem britischen Monarchen, der königlichen Familie und dem Hof zur Verfügung steht. Gewöhnlich wird damit der Zug bezeichnet, der in England und Schottland eingesetzt wird. Bei Besuchen in Übersee wurden dort ebenfalls „Royal Trains“ gebildet und eingesetzt.

## Geschichte

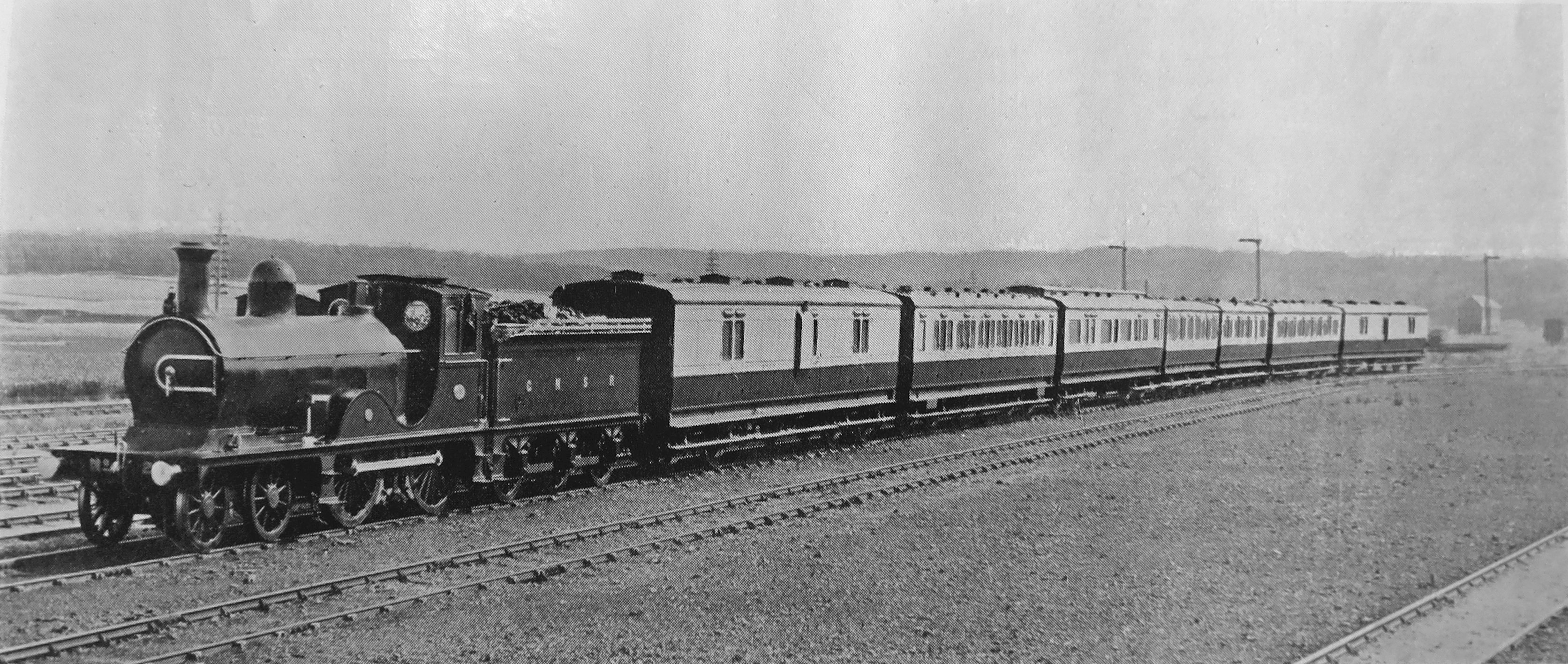
Hofzug der GNSR für König Edward VII., 1903

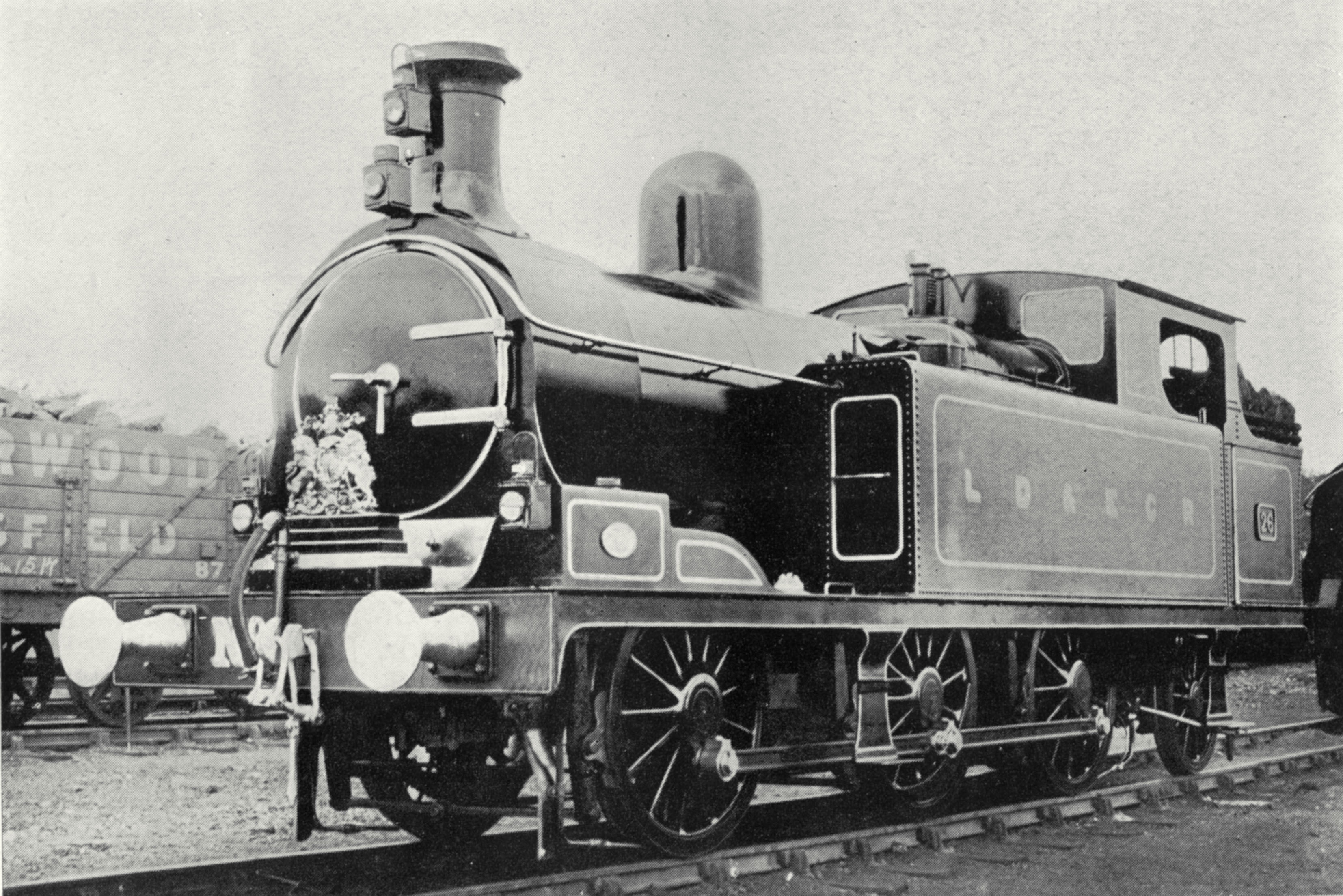
Lokomotive Nr. 26 der Lancashire, Derbyshire and East Coast Railway für einen Sonderzug König Edwards VII.

### Frühe Nutzung der Bahn
Königin Victoria reiste als erste der britischen Monarchen mit einem Zug: Am 13. Juni 1842 fuhr sie in einem Sonderzug der Great Western Railway (GWR), welche die Linie zwischen Maidenhead und London betrieb, von Slough, dem zu Schloss Windsor damals nächstgelegenen Bahnhof, zum Londoner Bahnhof Bishop’s Road, dem Vorgänger des heutigen Bahnhofs London Paddington. Zuvor hatten bereits andere Mitglieder der königlichen Familie die Eisenbahn benutzt, so ihr damaliger Verlobter, Prinz Albert, seit 1839 und die Königin Adelaide (1792–1849), die Witwe von König Wilhelm IV. (1765–1837). Ihr Salonwagen ist der älteste weltweit überhaupt erhaltene und im National Railway Museum in York ausgestellt.
Königin Victoria war nicht die erste Monarchin, die die Eisenbahn in Großbritannien nutzte: Einige Monate vor ihr fuhr bereits König Friedrich Wilhelm IV. von Preußen, auf Staatsbesuch in Großbritannien, in England mit der Eisenbahn.

### Sicherheit

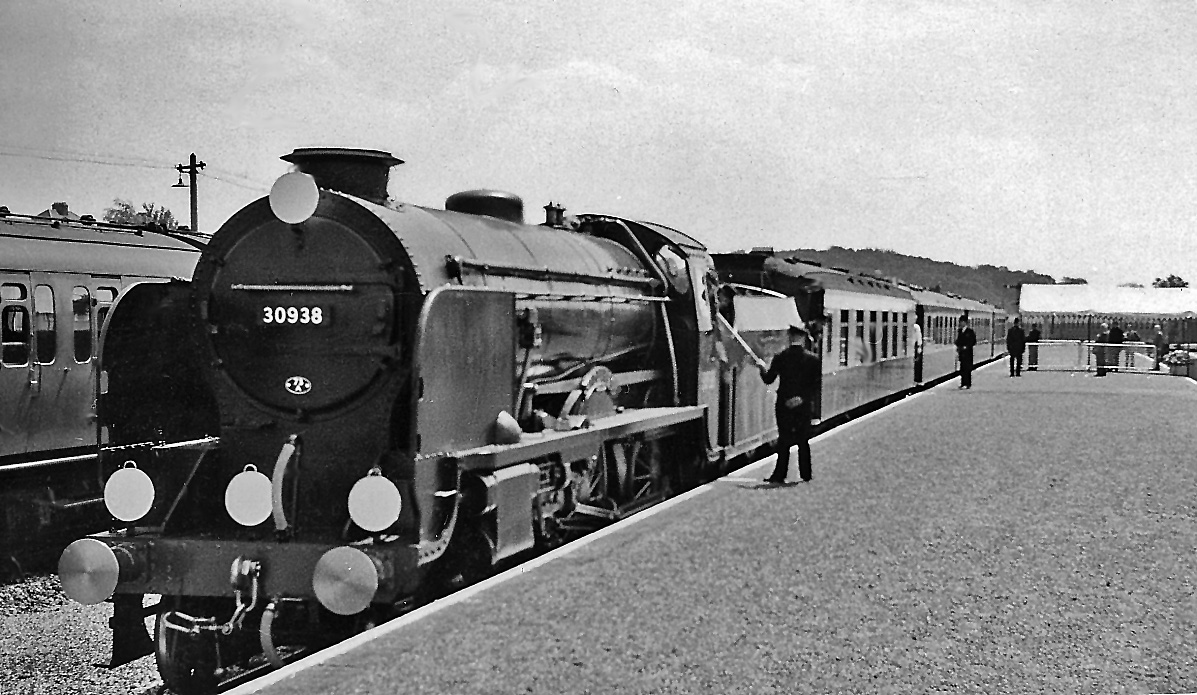
Der Royal Train bei Ankunft in Tattenham Corner zum Epsom Derby 1959. Vorne an der Lokomotive der Schools Class ist das Spitzensignal für den Royal Train zu erkennen; der Bahnhofsvorsteher markiert dem Lokführer die genaue Stelle, an der die Führerkabine zum Stehen kommen muss, damit sich die Tür, aus der die Königin aussteigt, in Höhe des roten Teppichs befindet.

In den 1840er-Jahren wurde die Sicherheit auf der Strecke noch über „Fahren im Zeitabstand“ sichergestellt. Das bedeutete, dass nach der Abfahrt eines Zuges auf die Strecke diesem nach einer festgelegten Zeit der nächste folgen durfte. Blieb ein Zug liegen, so musste dem folgenden Zug jemand entgegengeschickt werden, um ihm zu signalisieren, dass die Strecke noch besetzt war. Um die Sicherheit eines Zuges, in dem die Königin reiste, auf jeden Fall sicherzustellen, fuhr ein solcher Zug nach hohen Sicherheitsstandards und nur mit begrenzter Geschwindigkeit. Die Königin hatte zeit ihres Lebens große Angst vor hohen Geschwindigkeiten. So durfte ihr Zug tagsüber nicht schneller als 40 mph (65 km/h), nachts nicht schneller als 30 mph (50 km/h) fahren. Die Fahrstraße wurde im Voraus blockiert, die Weichen verschlossen. Anschließend fuhr, 10 bis 15 Minuten vor dem Zug der Königin, eine Pilot-Lokomotive oder in späteren Zeiten ein Vorzug. Sobald die Pilot-Lokomotive oder der Vorzug den Fahrweg befahren hatten, durfte – bis der Hofzug ebenfalls vorbeigefahren war – keine Veränderung am Fahrweg mehr vorgenommen werden. In späteren Zeiten konnte diese Pilot-Funktion dann auch durch den letzten, dem Hofzug vorausfahrenden fahrplanmäßigen Zug übernommen werden. Aufgegeben wurde das Verfahren erst in den Anfangsjahren von British Rail, also um 1950. Weiter standen Polizisten im Sichtabstand entlang der Bahnstrecke. Ein Hofzug wird zudem mit vier weißen Scheiben (drei nebeneinander über den Puffern, eine über der Rauchkammertür oder an entsprechender Stelle, wenn eine andere als eine Dampflokomotive vorgespannt ist) gekennzeichnet. Nachts geschieht dies durch entsprechende weiße Lampen. Ein solcher Zug hat grundsätzlich Vorfahrt und wird in seinem Fahrtverlauf besonders überwacht.

### Protokoll
Die Fahrten der britischen Monarchen mit der Bahn waren von einem erheblichen protokollarischen Aufwand umgeben, der aber im Laufe des 20. Jahrhunderts stark reduziert wurde. Geblieben ist der obligatorische Rote Teppich auf den Bahnsteigen des Abfahrts- und Ankunftsbahnhofs. So war es auch beim Staatsbesuch von König Charles III. und Queen Consort Camilla in Deutschland im Frühjahr 2023. Hier reiste das royale Paar mit einem planmäßigen ICE von Berlin Hauptbahnhof nach Hamburg-Dammtor. In den Zeiten von Königin Victoria konnte es sogar vorkommen, dass die oberste Lage der Kohlen auf dem Schlepptender der Lokomotive, die den Hofzug zog, weiß gestrichen wurde.

### Ende
2025 wurde bekanntgegeben, dass der Hofzug 2027 aufgegeben werden soll, wenn der bisherige Vertrag über seinen Unterhalt ausläuft. Stattdessen sollen zwei Hubschrauber genutzt werden.

## Fahrzeuge

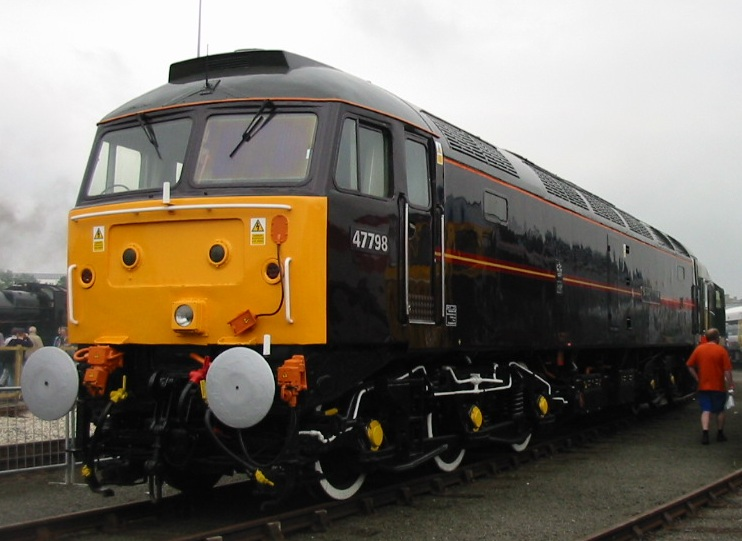
Lokomotive Prince William, früher vor dem Hofzug eingesetzt, bei einem Museumsfest des National Railway Museum in York am 1. Juni 2004

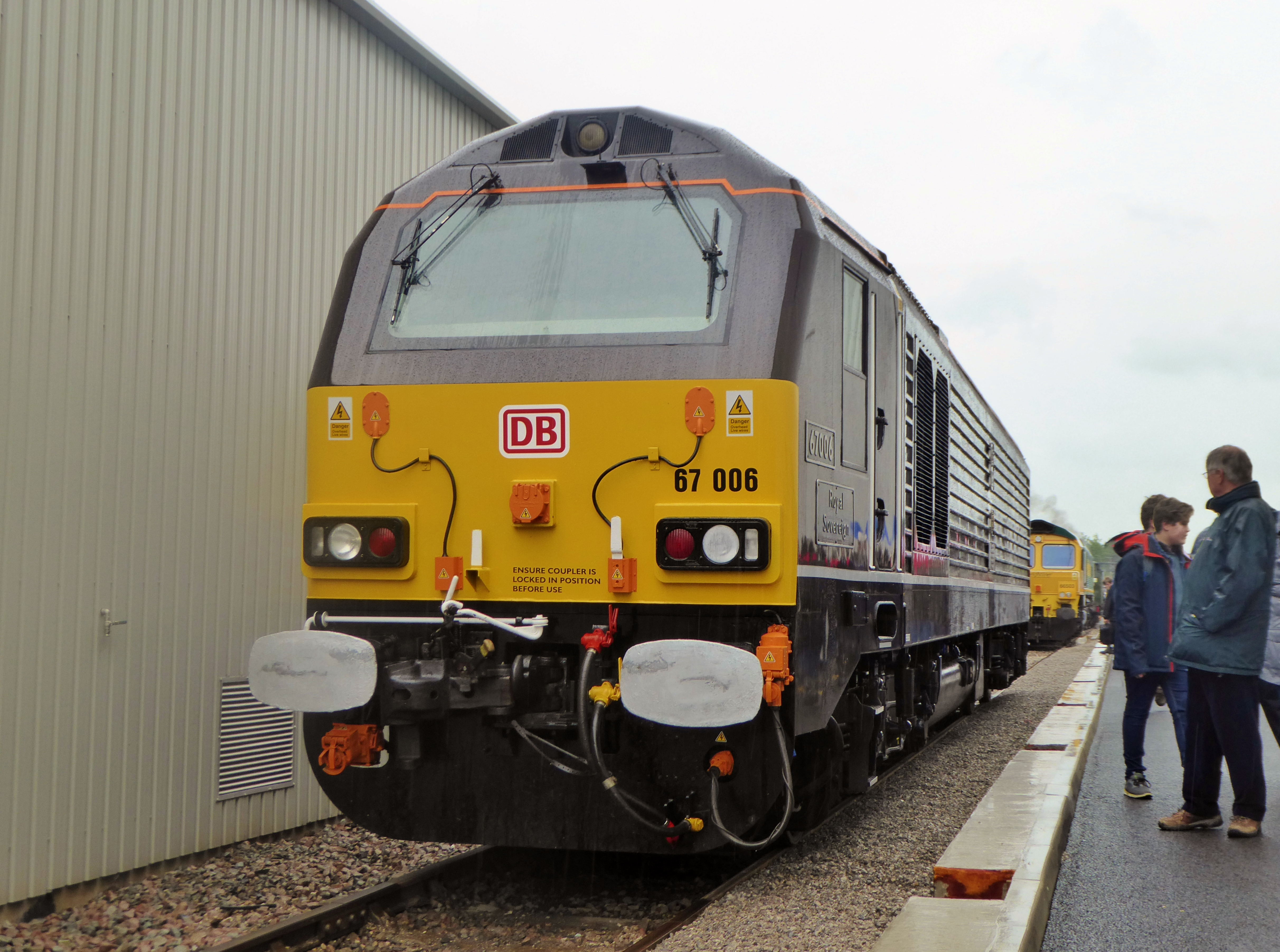
Lokomotive Nr. 67006 „Royal Sovereign“ im Depot in Crewe am 8. Juni 2019, eine der beiden derzeitigen Lokomotiven für den Hofzug

### Lokomotiven
Obgleich die Bahngesellschaften häufig spezielle Lokomotiven für den Hofzug reserviert hatten, die auch mit besonders hohem Aufwand gewartet oder in speziellen Farben gestaltet wurden, gab es keine Lokomotive, die ausschließlich für den Hofzug vorgehalten wurde. Dies geschah erstmals 1990, als zwei Lokomotiven der Baureihe 47 hierfür in Dienst gestellt wurden. Während der neunziger Jahre waren diese ausschließlich vor dem Hofzug eingesetzt. Heute gehören sie zum Bestand des National Railway Museum in York.
2004 wurden sie durch zwei Lokomotiven der Baureihe 67, im Eigentum der DB Cargo UK, ersetzt (Nr. 67005, Queen’s Messenger, und Nr. 67006, Royal Sovereign). Die neuen Lokomotiven werden auch im Güterverkehr eingesetzt. Gelegentlich wird der königliche Zug auch von anderen Maschinen gezogen, so im März 2005, als Prinz Charles über die Settle–Carlisle Line fuhr und sein Zug von der Dampflokomotive Duchess of Sutherland gezogen wurde.

### Wagen
Recht bald, nachdem Königin Victoria sich an das Eisenbahnfahren gewöhnt hatte, beschafften alle größeren Eisenbahngesellschaften der Insel eigene Wagen für den Gebrauch der Königin, ihrer Familie oder anderer Würdenträger. Während der Regierungszeit von Königin Victoria (1837–1901) wurden von den Bahngesellschaften nicht weniger als 22 Salonwagen gebaut, die ausschließlich für ihre persönliche Nutzung reserviert waren.
Die Wagen und Züge, welche die britischen Königinnen und Könige auf der Insel nutzten und nutzen, haben nie ihnen selbst, sondern immer den jeweiligen Bahngesellschaften gehört. Für die Nutzung eines solchen Zuges ist seitens des Hofes für jeden Mitreisenden jeweils der Fahrpreis für die 1. Klasse zu entrichten sowie eine Pauschale für das Fahren eines Sonderzuges. 1897, zum Diamantenen Thronjubiläum der Königin nahm die Great Western Railway einen kompletten neuen Hofzug in Betrieb.
Ein kurioser Fall war der Salonwagen der Swansea and Mumbles Railway. Dort waren versuchsweise Akkumulatortriebwagen eingeführt worden, die sich jedoch nicht bewährten. Einer der Wagen wurde, nachdem die elektrische Ausrüstung entfernt worden war, zu einem Salonwagen umgebaut und am 20. Juli 1904 von König Edward VII. und Königin Alexandra genutzt. Sie waren zum ersten Spatenstich für das King’s Dock mit der königlichen Yacht Victoria and Albert nach Swansea angereist. Für ihre Fahrt von der Anlegestelle der Yacht zur Baustelle nutzten sie den Salonwagen, den eine Rangierlokomotive zog.
Zu Beginn der Regierungszeit von König Georg V. (1910) gab es in Großbritannien fünf Hofzüge, die von folgenden Eisenbahngesellschaften betrieben wurden:
- London and North Western Railway
- Great Western Railway
- South Eastern and Chatham Railway
- London, Brighton and South Coast Railway
- Great Northern Railway und North Eastern Railway gemeinsam.

In Folge des Ersten Weltkriegs wurden mit dem Railways Act 1921 die Privatbahnen der Insel zum 1. Januar 1923 zu vier großen Gesellschaften verschmolzen. Damit reduzierte sich auch die Zahl der vorgehaltenen Hofzüge entsprechend. 1935 war die Zahl auf zwei Hofzüge zurückgegangen: Ein Zug der London, Midland and Scottish Railway für Fahrten, die auch Übernachtungen einschlossen, sowie ein Zug, der von der London and North Western Railway vorgehalten und für Tagesfahrten eingesetzt wurde.

#### Historische Fahrzeuge
Die folgende Aufstellung listet Salonwagen, die in Royal Trains eingesetzt wurden, chronologisch bis 1977. Wird ein Baujahr gesondert angegeben, handelt es sich um einen Umbau.
| Legende: | aktueller Bestand | Außer Dienst gestellt | erhalten | für öffentl. Verkehr | Dienstwagen | verschrottet |

| Nummer(n)                                    | Indienststellung   | Bahngesellschaft                     | Außer Dienst gestellt                                                          | Anmerkung | Heute                                         |
| -------------------------------------------- | ------------------ | ------------------------------------ | ------------------------------------------------------------------------------ | --- | --------------------------------------------- |
| 2                                            | 1842               | London and Birmingham Railway        | 1850                                                                           | Salonwagen der Königin Adelaide | National Railway Museum, York                 |
| – (London, Midland and Scottish Railway 802) | 1869               | London and North Western Railway     | 1902                                                                           | Königin Victorias Salonwagen: Ursprünglich zwei dreiachsige Einzelwagen, die 1895 auf einen gemeinsamen Rahmen gesetzt wurden, der zwei dreiachsige Drehgestelle erhielt. | National Railway Museum, York                 |
| 229 / 9001                                   | 1874               | Great Western Railway                | 1912                                                                           | Salonwagen der Königin Victoria | Kleiner Teil im National Railway Museum, York |
| 10                                           | 1877               | London and South Western Railway     | 1925                                                                           | Salonwagen des Prince of Wales | Stoborough                                    |
| 8                                            | 1881 (gebaut 1877) | Great Eastern Railway                | 1897 weiter genutzt für öffentlichen Verkehr                                   | Salonwagen des Prince of Wales | Embsay                                        |
| 17                                           | 1887 (gebaut 1885) | London and South Western Railway     | 1913 weiter genutzt für öffentlichen Verkehr                                   | Salonwagen | nicht bekannt                                 |
| 153                                          | 1897               | Belfast and County Down Railway      | ?                                                                              | Salonwagen | Downpatrick                                   |
| 233 / 9002                                   | 1897               | Great Western Railway                | 1930                                                                           | Salonwagen des Zuges für das 60-jährige Regierungsjubiläum der Königin Victoria                                                                                           | Swindon                                       |
| 234 / 9003                                   | 1897               | Great Western Railway                | 1930                                                                           | Salonwagen des Zuges für das 60-jährige Regierungsjubiläum der Königin Victoria                                                                                           | Barry                                         |
| 5                                            | 1898               | Great Eastern Railway                | 1925 (to departmental stock)                                                   | Salonwagen der Prinzessin von Wales | Lakeside & Haverthwaite Railway               |
| 1                                            | 1901 (gebaut 1898) | Great North of Scotland Railway      | 1910 weiter genutzt für öffentlichen Verkehr                                   | Salonwagen | Bo’ness & Kinneil Railway                     |
| – (LMS 800)                                  | 1902               | London and North Western Railway     | 1947                                                                           | Salonwagen von König Edward VII. | National Railway Museum, York                 |
| – (LMS 801)                                  | 1902               | London and North Western Railway     | 1947                                                                           | Salonwagen von Königin Alexandra | National Railway Museum, York                 |
| 72 / 5072 / 10504 / 804                      | 1903               | London and North Western Railway     | 1948                                                                           | Salonwagen des Hofzugs, im Zweiten Weltkrieg von Winston Churchill benutzt                                                                                                | 1998 verschrottet                             |
| 74 / 5074 / 10506 / 806                      | 1903               | London and North Western Railway     | 1971                                                                           | Salonwagen | Bluebell Railway                              |
| 82 / 109                                     | 1908               | East Coast Joint Stock               | 1977                                                                           | Gepäckwagen des Hofzuges | National Railway Museum, York                 |
| 395                                          | 1908               | East Coast Joint Stock               | 1977                                                                           | Salonwagen von König Edward VII. | National Railway Museum, York                 |
| 396                                          | 1908               | East Coast Joint Stock               | 1977                                                                           | Salonwagen von Königin Alexandra | National Railway Museum, York                 |
| 1910 / 809                                   | 1912               | Midland Railway                      | 1923–33 (mit der Nr. 2795) und ab 1951 weiter genutzt für öffentlichen Verkehr | Salonwagen von König Georg V. | Midland Railway, Butterley                    |
| 10070 / 5154                                 | 1924 (gebaut 1905) | London, Midland and Scottish Railway | 1977                                                                           | Personal-, Gepäck- und Generatorwagen des Hofzugs | National Railway Museum, Shildon              |
| 10071 / 5155                                 | 1924 (gebaut 1905) | London, Midland and Scottish Railway | 1977                                                                           | Personalwagen des Hofzugs | National Railway Museum, Shildon              |
| 798                                          | 1941               | London, Midland and Scottish Railway | 1977                                                                           | gepanzerter Salonwagen von König Georg VI. | Museum of Transport, Glasgow                  |
| 799                                          | 1941               | London, Midland and Scottish Railway | 1977                                                                           | gepanzerter Salonwagen von Königin Elisabeth (Königinmutter) | National Railway Museum, York                 |
| 31209 / 2910                                 | 1941               | London, Midland and Scottish Railway | 1989                                                                           | Personalwagen mit Generator | verschrottet 1991                             |
| 9006                                         | 1945               | Great Western Railway                | 1984                                                                           | Salonwagen von Königin Elisabeth (Königinmutter) | Midland Railway, Butterley                    |
| 9007                                         | 1945               | Great Western Railway                | 1984                                                                           | Salonwagen von Königin Elisabeth (Königinmutter) | National Railway Museum, York                 |
| 45000 / 2911                                 | 1948 (gebaut 1920) | British Railways                     | 1990                                                                           | Salonwagen | Midland Railway, Butterley                    |
| 45005                                        | 1948 (gebaut 1942) | British Railways                     | 1977                                                                           | Salonwagen | Fawley Hill                                   |
| 45006 / 2912                                 | 1948 (gebaut 1942) | British Railways                     | 1989                                                                           | Salonwagen | verschrottet 1991                             |
| 2900                                         | 1955               | British Railways                     | 1994                                                                           | Salonwagen | Fawley Hill Railway                           |
| 499 / 2902                                   | 1956               | British Railways                     | 1994                                                                           | Speisewagen des Hofzugs | Midland Railway Centre                        |
| 2901                                         | 1957               | British Railways                     | 1994                                                                           | Salonwagen für die Verwaltung (Royal Houshold Office) | Steam Museum, Bressingham                     |
| 2013 / 2908                                  | ? (gebaut 1958)    | British Railways                     | 1984                                                                           | Personalwagen des Hofzugs | Southall Railway Museum                       |
| 325 / 2907                                   | ? (gebaut 1961)    | British Railways                     | 1993 weiter genutzt für öffentlichen Verkehr                                   | Personal-Speisewagen des Hofzugs | heute Nr. 325                                 |

#### Heutiger Hofzug
Auch nachdem 1948 British Rail gegründet worden war, hatten die einzelnen Regionen weiterhin ihre eigenen Fahrzeuge für den Hofzug, die allerdings zunehmend „gebietsfremd“ eingesetzt wurden. Ein einheitlicher „Royal Train“ wurde erst 1977 anlässlich des silbernen Thronjubiläums von Königin Elisabeth II. geschaffen, obgleich die königliche Familie in den letzten Jahren häufiger mit Planzügen reist, um Kosten zu sparen. 1977 wurde der Hofzug in beträchtlichem Umfang erneuert, um ihn für das Silberjubiläum der Regierung von Königin Elisabeth II. fit zu machen. Eine Anzahl neuer Wagen wurde dem generalüberholten Zug hinzugefügt und zahlreiche ältere Wagen außer Dienst gestellt. Seit dieser Zeit sind die Wagen in königlichem Purpurrot lackiert und in einer Reihe durchgehend nummeriert, die mit 2900 beginnt.
Weitere Änderungen fanden während der Mitte der 1980er-Jahre statt, als neuere Wagen dem Zug zugefügt wurden, die in ihrer Grundform der Wagenbauart Mark 3 entsprachen. Diese neue Garnitur ist für eine Höchstgeschwindigkeit von 125 mph zugelassen, was wichtig ist, wenn für den Zug eine Fahrplantrasse auf einer viel befahrenen Hauptstrecke gefunden werden muss.
Die folgende Aufstellung listet die königlichen Salonwagen, die nach 1977 im Hofzug eingestellt waren, in numerischer Ordnung:
| Legende: | aktueller Bestand | Außer Dienst gestellt | erhalten | für öffentl. Verkehr | Dienstwagen | verschrottet |

| Nummer | Frühere Nummer(n)  | Baujahr    | Bestimmung                                                                 | Standort                                           |
| ------ | ------------------ | ---------- | -------------------------------------------------------------------------- | -------------------------------------------------- |
| 2900   | –                  | 1955       | Salonwagen für die königliche Familie, Salon, Schlafräume, Bad             | Fawley Hill Railway                                |
| 2901   | –                  | 1957       | Salonwagen für die Verwaltung (Royal Household Office), Schlafräume, Bäder | Bressingham Steam Museum                           |
| 2902   | 499                | 1956       | Speisewagen der kgl. Familie; umnummeriert 1977                            | Midland Railway Centre                             |
| 2903   | 11001              | 1977       | Salonwagen der Königin mit Schlafraum und Bad                              | aktueller Hofzug                                   |
| 2904   | 12001              | 1977       | Salonwagen des Duke of Edinburgh mit Schlafraum und Bad                    | aktueller Hofzug                                   |
| 2905   | 14105              | 1977       | Personal-, Gepäck- und Generatorwagen                                      | weiter genutzt für öffentlichen Verkehr, Nr. 17105 |
| 2906   | 14112              | 1977       | Personalwagen                                                              | Dienstwagen, Nr. 977969                            |
| 2907   | 325                | 1977       | Personalspeisewagen mit Küche                                              | weiter genutzt für öffentlichen Verkehr, Nr. 325   |
| 2908   | 2013               | 1977       | Personalschlafwagen                                                        | Southall Railway Museum                            |
| 2909   | 2500               | 1981       | Personalschlafwagen                                                        | West Coast Railway Company, Carnforth              |
| 2910   | M31209M            | 1941       | Personal-, Gepäck- und Generatorwagen; umnummeriert 1983                   | verschrottet, 1991                                 |
| 2911   | LNWR 5000, M45000M | 1920       | Salonwagen; umnummeriert 1983                                              | Midland Railway Centre                             |
| 2912   | M45006M            | New (1942) | Salonwagen; umnummeriert 1983                                              | verschrottet 1991                                  |
| 2914   | 10734              | 1985       | Personalschlafwagen                                                        | weiter genutzt für öffentlichen Verkehr, Nr. 10734 |
| 2915   | 10735              | 1985       | Personalschlafwagen                                                        | aktueller Hofzug                                   |
| 2916   | 40512              | 1986       | kgl. Speisewagen mit Küche                                                 | aktueller Hofzug                                   |
| 2917   | 40514              | 1986       | kgl. Speisewagen mit Küche                                                 | aktueller Hofzug                                   |
| 2918   | 40515              | 1986       | Personalwagen                                                              | abgestellt                                         |
| 2919   | 40518              | 1986       | Personalwagen                                                              | abgestellt                                         |
| 2920   | 14109, 17109       | 1986       | Personalschlaf-, Gepäck- und Generatorwagen                                | aktueller Hofzug                                   |
| 2921   | 14107, 17107       | 1986       | Personalschlaf-, Gepäck- und Generatorwagen                                | aktueller Hofzug                                   |
| 2922   | –                  | 1987       | Schlafwagen des Prince of Wales                                            | aktueller Hofzug                                   |
| 2923   | –                  | 1987       | Salonwagen des Prince of Wales                                             | aktueller Hofzug                                   |

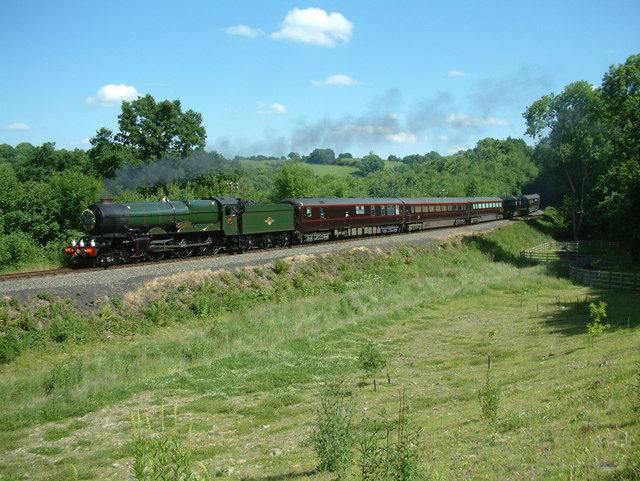
Dampflokomotive King Edward I. vor dem Royal Train auf der Museumseisenbahn Severn Valley Railway 2008

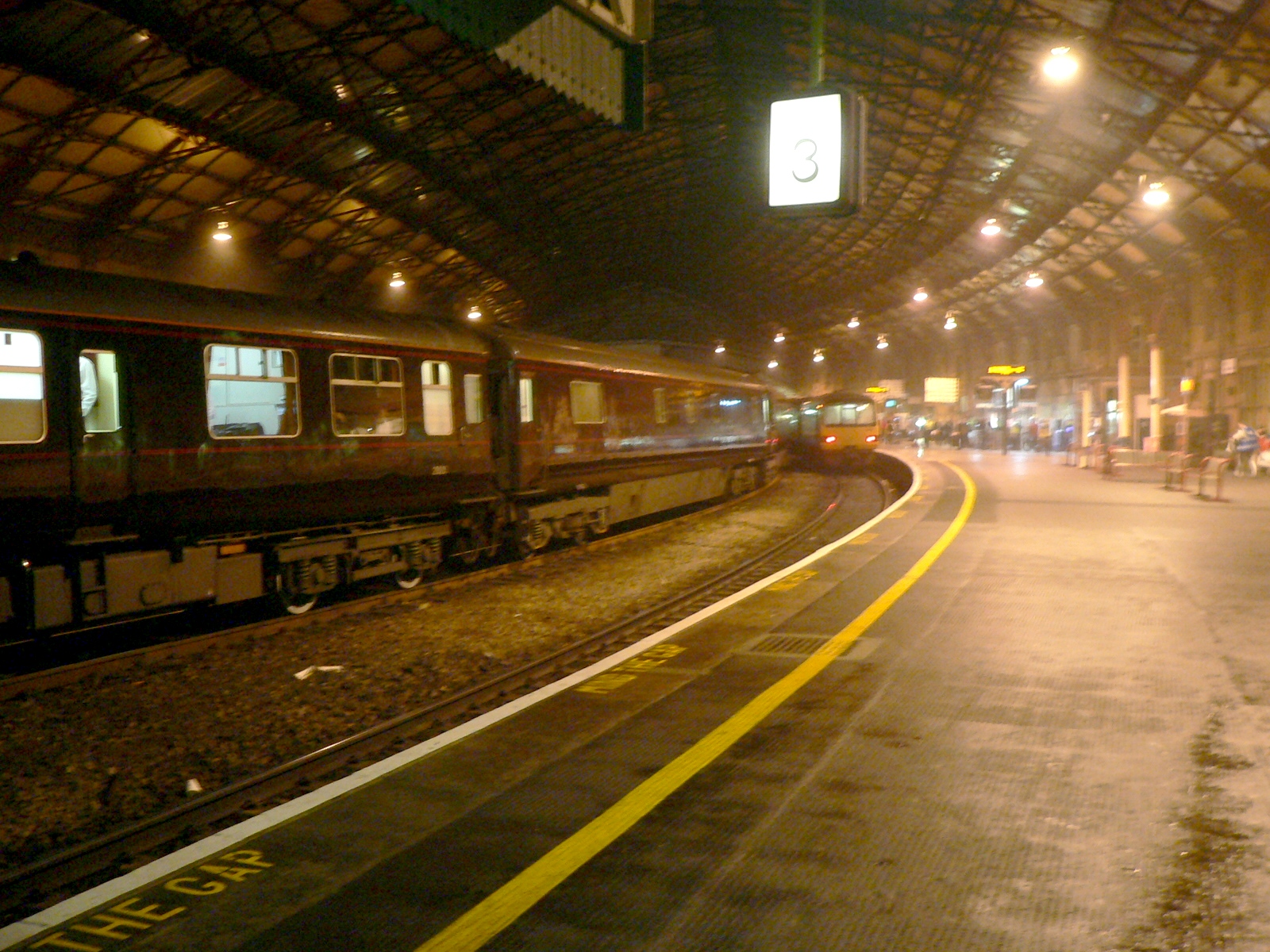
Britischer Hofzug im Bahnhof Bristol Temple Meads

Der Zug besteht heute aus zwei Lokomotiven und neun Wagen, die aber nicht immer alle auf einmal verwendet werden, um einen Zug zu bilden. Die Wagen werden auch für andere Staatsoberhäupter benutzt. Von privaten Nutzern können sie nicht gemietet werden.

## Kontinent und Übersee
Auf „dem Kontinent“ besaß Königin Victoria zwei dreiachsige Salonwagen, die in einer Remise in Calais abgestellt waren. Es waren die einzigen Wagen, die ihr auch persönlich gehörten. Sie nutzte sie vor allem für ihre Ferienreisen nach Nizza am Ende des 19. Jahrhunderts. Die Königin weigerte sich allerdings, den Übergang zwischen zwei Eisenbahnwagen zu nutzen, wenn der Zug fuhr. In den späten 1890er-Jahren wurden deshalb beide Fahrzeuge auf einen gemeinsamen Rahmen montiert, der auf Drehgestelle gesetzt wurde. In dieser Form nutzte die Königin das Fahrzeug nur noch ein einziges Mal, bei ihrem letzten Aufenthalt in Nizza 1899.
Ebenso besaß der damalige Prince of Wales, der spätere König Eduard VII., seit den frühen 1880er-Jahren einen sechsachsigen Salonwagen für Fahrten auf „dem Kontinent“. Dieser Wagen war ebenfalls in der Remise in Calais abgestellt, wenn er nicht im Einsatz war.
Bei Staatsbesuchen der Königin oder des Königs des Vereinigten Königreichs im Ausland, insbesondere in den britischen Überseegebieten, wurden ebenfalls „Royal Trains“ gebildet und eingesetzt, so etwa zum Delhi Durbar König Georgs V. als Kaiser von Indien 1911, beim Staatsbesuch von König Georg VI. in Kanada 1939, auf der Südafrika-Reise König Georgs VI. und seiner Familie 1947, bei den Staatsbesuchen von Königin Elisabeth II. in Ostafrika 1959, in der Bundesrepublik Deutschland 1965 und in Indien 1983.

## Quellen

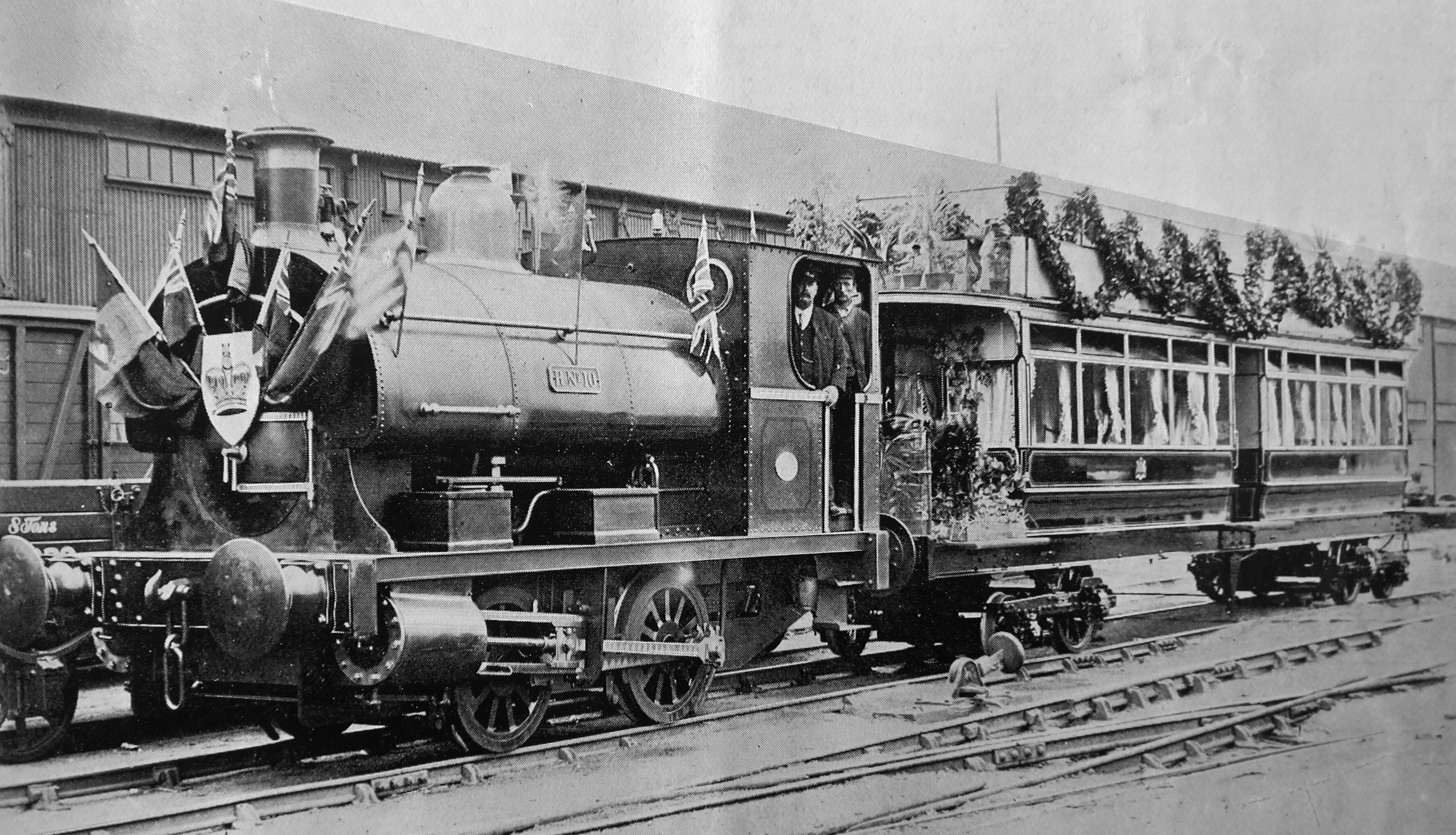
Zu diesem für königliche Zwecke umgebauten Tramwagen siehe hier

### Filme
- Rhodesian Railways: Royal Trains. Großbritannien 1947. 16-mm-Stummfilm, 4 Minuten. Vorhanden in: British Film Institute.[19]
- Royal Train in South Africa. Großbritannien 1947, 16-mm-Farbfilm, 18 Minuten. Vorhanden in: British Film Institute.[20]
- George H. Brown (Produzent): Royal Trains. Großbritannien 1959. Fernsehproduktion der BBC. 19 Minuten. Vorhanden in: British Film Institute.[21]

## Nachweise
Bei dem Artikel handelt es sich um eine Übertragung des entsprechenden Artikels aus der englischsprachigen Wikipedia.
1. 1 2  Kingston, S. 6.
2. 1 2  Kingston, S. 10.
3. 1 2 3  Kingston, S. 11.
4. ↑  Kingston, S. 12; Abb.: S. 15.
5. ↑  23 Fakten über seine Reise mit der Bahn und den „Royal Train“. In: DB Mobil 28. März 2023, abgerufen am 3. April 2023.
6. ↑  Kingston, S. 13.
7. ↑  Rhiannon Mills: Royal train to be decommissioned with family to rely on two new helicopters – as annual accounts revealed. In: Sky News vom 30. Juni 2025; abgerufen am 8. August 2025.
8. ↑  Nr. 47834, Fire Fly, und Nr. 47835, Windsor Castle, zunächst wie InterCity-Lokomotiven lackiert. Sie wurden später in königlichem weinrot neu lackiert, umnummeriert und umbenannt, in: Nr. 47798 Prince William und Nr. 47799 Prince Henry.
9. ↑  Kingston, S. 119.
10. 1 2  Kingston, S. 78.
11. ↑  NN: A Royal Train. In: The Locomotive Magazine. Nr. 144 vom 15. August 1904, S. 133.
12. ↑  Kingston, S. 58.
13. ↑  Kingston, S. 71f.
14. ↑  Kingston, S. 118–146: Katalog der Salonwagen im viktorianischen Zeitalter. S. 147–177: Katalog der Salonwagen in der ersten Hälfte des 20. Jahrhunderts.
15. ↑  Kingston, S. 118–146: Katalog der Salonwagen aus der Regierungszeit Elisabeth II.
16. ↑  Kingston, S. 136.
17. ↑  Kingston, S. 139f.
18. ↑  Kingston, S. 111–117.
19. ↑  John Huntley: Railways in the Cinema. London 1969, S. 150.
20. ↑  John Huntley: Railways in the Cinema. London 1969, S. 151.
21. ↑  John Huntley: Railways in the Cinema. London 1969, S. 152.